# دامبالين
دامبالين هو موقع أثري في إقليم الساحل الأوسط في صوماليلاند. يحتوي الموقع الصخري من الحجر الرملي على فن صخري يصور حيوانات مختلفة مثل الأبقار ذات القرون والماعز، وكذلك الزرافات، وهي حيوان لم يعد موجودًا في البلاد. يعرض الموقع أيضًا أقدم صور معروفة للأغنام في الصومال. تم اكتشافه في خريف عام 2007، وقام سكان بينيو ظاهر بإبلاغ الفن الصخري لعالمة الآثار الصومالية سادا مير، مديرة قسم الآثار في وزارة السياحة والثقافة في  صوماليلاند.
يعود تاريخ الموقع الأثري إلى أكثر من 5000 عام. توفر الصور رابطًا مهمًا للفن الصخري للقرن الأفريقي، لا سيما في تمثيلها للثقافات والحيوانات الرعوية.
الموقع معرض للخطر بسبب عدم وجود ترتيبات أمنية كافية. على الرغم من أن الدراسة الأثرية قد تم إجراؤها بتمويل من الأمم المتحدة، إلا أن الاعتراف بالموقع كموقع للتراث العالمي لليونسكو ليس ممكنًا في هذه المرحلة لأن صوماليلاند غير معترف بها كدولة مستقلة، ولم تصدق أيضًا على اتفاقية التراث العالمي لعام 1972.

## الجغرافيا
يقع الموقع على بعد حوالي 40 ميل (64 كـم) من البحر الأحمر. أقرب بلدة هي بينيو ظادير، وهي قرية ريفية صغيرة تقع على بعد 60 كيلومترًا شرق مدينة بربرة الساحلية. الجزء السفلي من الموقع من الحجر الرملي مغطى بالرمال. الحجر الرملي هش ويتأثر بالتآكل. بسبب تآكل الرياح والمسامية، يتم قطع أجزاء من شظايا الصخور بينما تظهر اللوحات على الأنقاض المتبقية.

## السمات
«نتفق جميعًا على أن هذا اكتشاف مهم»(لازار إلوندو أسومو، رئيس أفريقيا، مركز التراث العالمي لليونسكو، 2011)
تغطي اللوحات متعددة الطبقات مساحة تبلغ حوالي 4x12 م. وهي من الطراز العربي الإثيوبي، ويرجع تاريخها إلى 3000-5000 سنة مضت. تُصوِّر اللوحات متعددة الألوان للنمط العربي الإثيوبي من العصر الحجري الحديث أو التاريخ البدائي، اللوحات الأولى للأغنام في علم الآثار الصومالي وكذلك العديد من الظباء والكلاب والزرافات والثعابين والسلحفاة مع البشر وأيضًا بدونهم. هناك ثمانية إلى عشرة أشخاص مُمَثَّلون، عادةً كجزء من مشاهد الصيد، بالقوس والسهم؛ هم محاطون بالحياة البرية. تم تصوير أحد الصيادين بشعره منسدل وغطاء رأسه، ويرافقه كلبان. صياد آخر يجلس على حيوان، ربما حصان؛ يتم تفسير تصوير البشر وهم يركبون الحيوانات بأيدٍ مرفوعة على أنه يعني عبادة الماشية. من الواضح أن شخصيتين بشريتين من الذكور وقد تمد ذراعيهما. الشكل البشري مطلي باللون الأبيض برأس كبير مقارنة بالجسم؛ ربما طفل. بالمقارنة مع الحيوانات، فإن الناس يرسمون أقل واقعية.
تظهر معظم الحيوانات في الملف الشخصي. من بين الحيوانات البرية، هناك ما لا يقل عن ثمانية زرافات (انقرضت الآن في الصومال) بألوان مختلفة، سلحفاة، وظباء، وأسود، وثعابين، وحيوان يشبه قرد البابون، وقطط برية. يمكن التعرف بوضوح على أربعة عشر نعجة بشكل نموذجي ورأس وأنف وأرجل رفيعة. ثلاثة منها مطلية باللون الأحمر مع حزام أبيض حول الخصر، أما الأحد عشر المتبقية فهي بيضاء مع عناصر زخرفية حمراء. على عكس الأغنام الموجودة في صوماليلاند اليوم، ليس لديهم رؤوس سوداء. تختلف الألوان والأحجام عن الماشية، ولكن عادة ما يتم تصويرها على أنها أبقار ذات ضروع ممتلئة وأحيانًا تكون مصحوبة بعجول وأيضًا البعض بدون حدب وبدون رأس. تم عرض عدة ثيران وخمسة ماعز على الأقل. تشهد العصابات البارزة الأخرى المرسومة على ظهور وبطون الأبقار على التقاليد الزراعية للشعب.

## معرض الصور

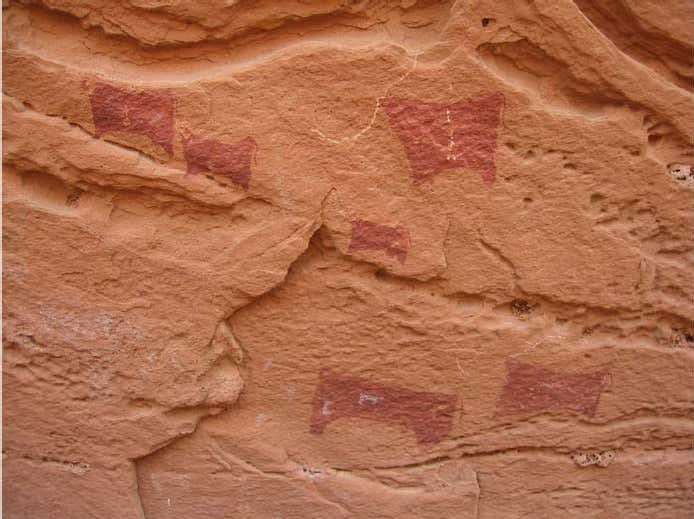
لوحات متعددة الألوان للأبقار بما في ذلك لوحات مقطوعة الرأس
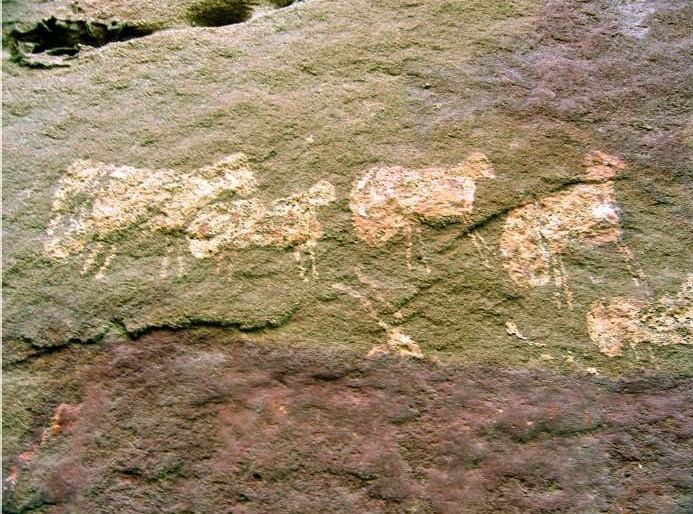
أول صور الأغنام في علم الآثار الصومالي في دامبالين
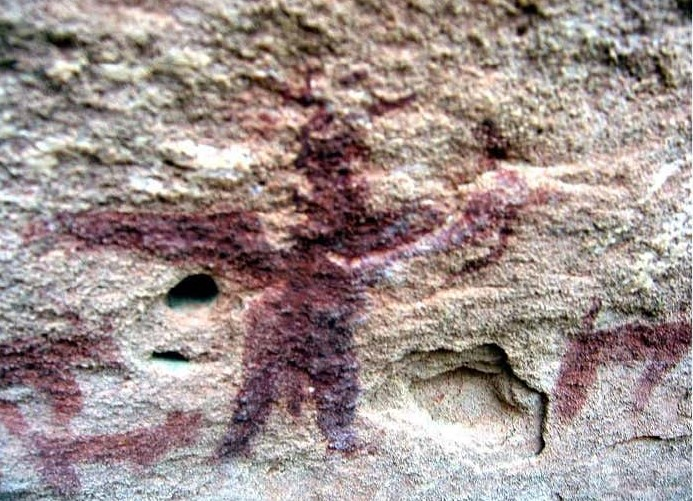
شخصية بشرية ترتدي غطاء الرأس وتحمل القوس والسهم، وتطارد مع الكلاب
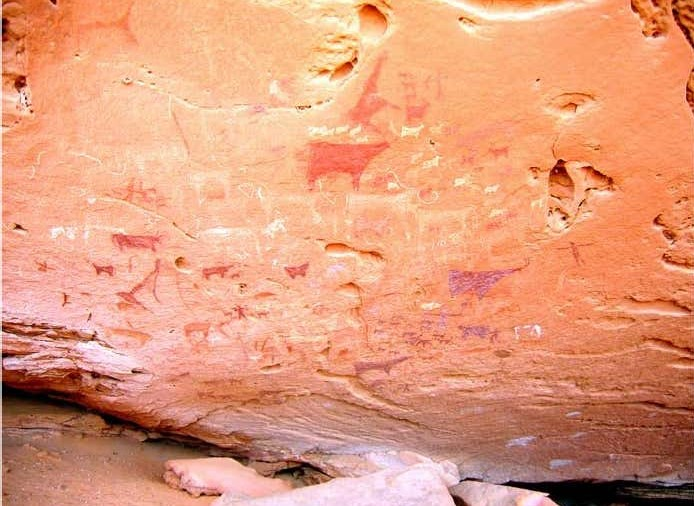
لوحة دامبالين الكبيرة
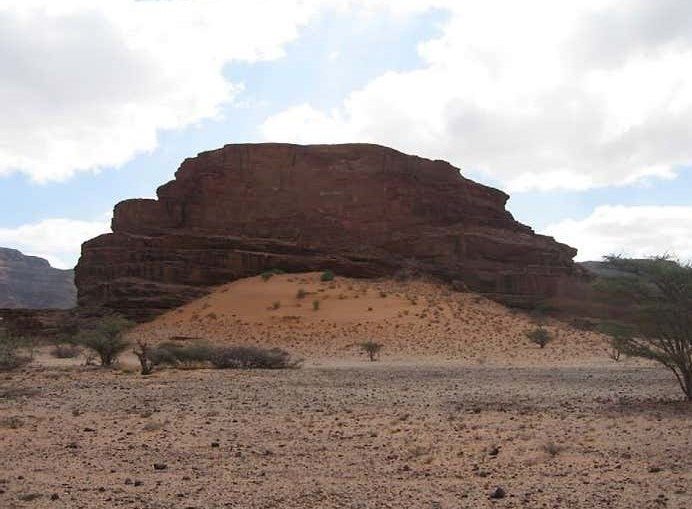
المأوى الصخري الرملي
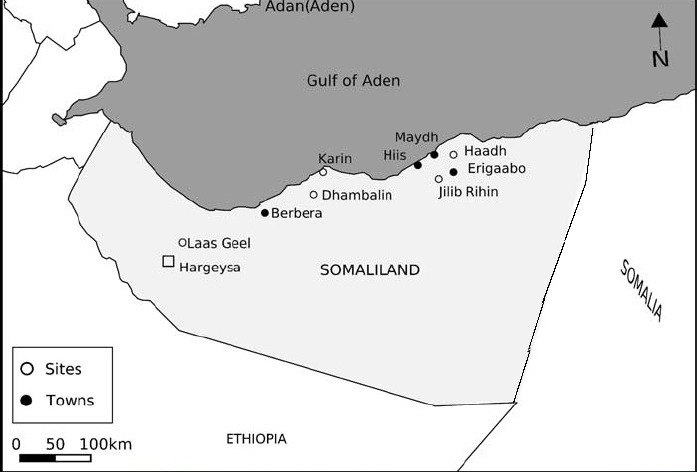
موقع دامبالين في أرض صوماليلاند